# Guimiliau
Guimiliau is een gemeente in het Franse departement Finistère (regio Bretagne). De plaats maakt deel uit van het arrondissement Morlaix. In de gemeente ligt spoorwegstation Guimiliau. Guimiliau telde op 1 januari 2022 1.000 inwoners.

## Bezienswaardigheden
De enclos paroissial van dit dorp is vooral beroemd door zijn Calvarieberg. Meer dan 200 figuren beelden 25 voorstellingen uit, die niet allemaal met de passie in verbinding staan. Zo is b.v. de ontvangst van Catell-Gollet (Catherine la perdue), een vrouw van lichte zeden, in de hel uitgebeeld (een afbeelding overigens, die men niet alleen in Guimiliau vindt). De calvaire dateert uit 1581-1588.
Het zuidelijke voorportaal van de kerk, vertoont aan de muren rijke versieringen in de vorm van standbeelden, die voorstellingen uit het Oude en Nieuwe Testament uitbeelden. In het portaal staan de typische Bretonse apostelfiguren. In de kerk verdienen vooral het prachtige baldakijn uit de 17e eeuw boven het doopvont uit 1675, de bas-reliëfs van de orgelombouw (17e eeuw) en de kansel uit 1677 belangstelling.

## Geografie
De oppervlakte van Guimiliau bedroeg op 1 januari 2022 11,22 vierkante kilometer; de bevolkingsdichtheid was toen 89,1 inwoners per km².

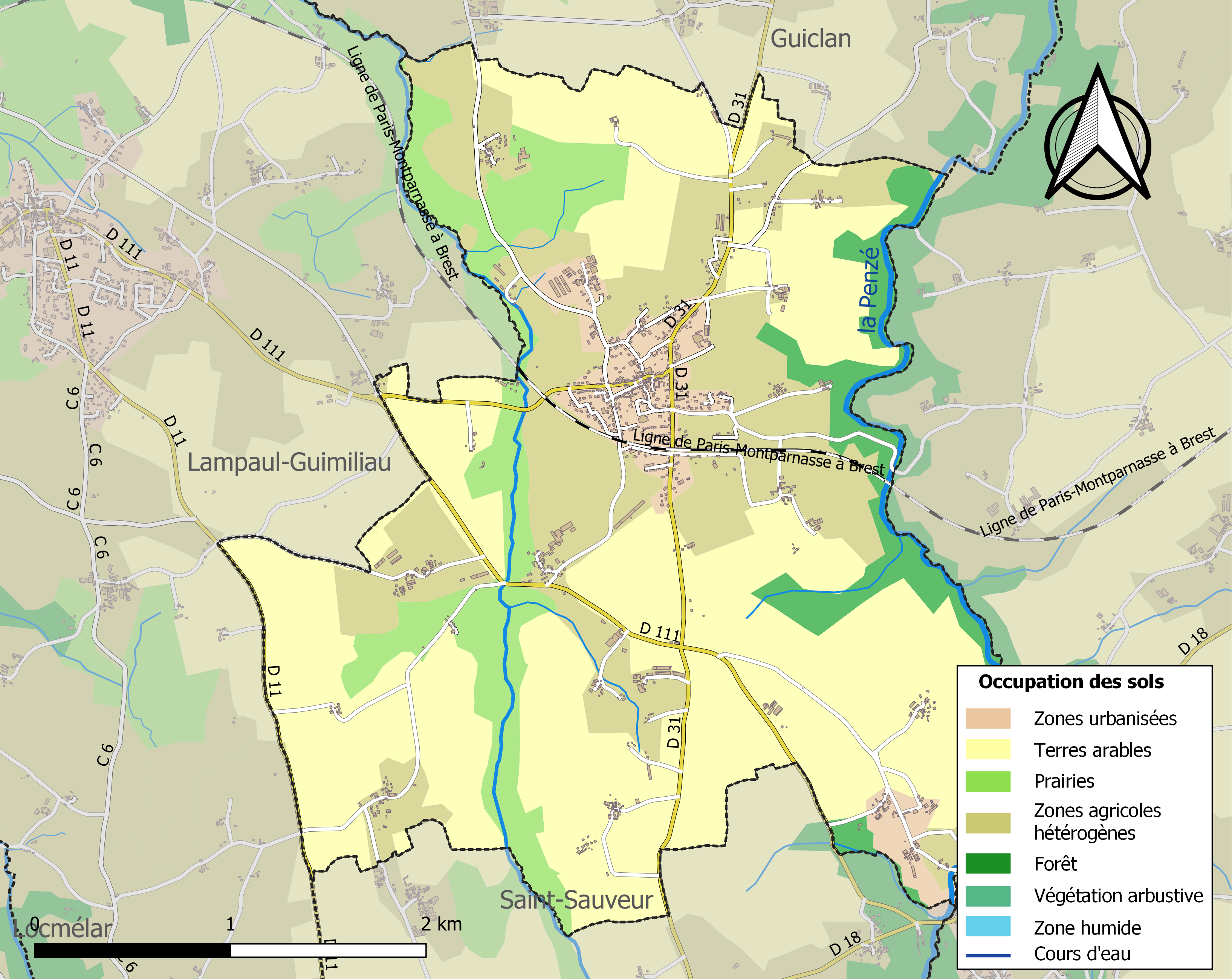
Kaart van de gemeente met belangrijkste infrastructuur, bodemgebruik en omliggende gemeenten

## Demografie
Onderstaande figuur toont het verloop van het inwonertal (bron: INSEE-tellingen).